# Macroclinium junctum
Macroclinium junctum är en orkidéart som först beskrevs av Robert Louis Dressler, och fick sitt nu gällande namn av Dodson. Macroclinium junctum ingår i släktet Macroclinium och familjen orkidéer.
Artens utbredningsområde är Panamá. Inga underarter finns listade i Catalogue of Life.